# HIVA - Onderzoeksinstituut voor Arbeid en Samenleving
Het HIVA-Onderzoeksinstituut voor Arbeid en Samenleving is een multidisciplinaire onderzoeksinstelling van de KU Leuven. Het is van oorsprong een katholiek onderzoeksinstituut dat in 1974 samen werd opgericht door de Katholieke Universiteit Leuven en de christelijke arbeidersbeweging (Beweging.net). Het was de opvolger van het HIA-IST (een interfacultair instituut van de toen nog niet gesplitste Leuvense universiteit) Hoger Instituut van de arbeid-Institut Supérieur du Travail. Initieel en tot eind 2009 het Hoger instituut voor de arbeid genoemd, een naam waarnaar het nog gehanteerde en bekende letterwoord HIVA refereert.
De doelstelling van het HIVA was aanvankelijk wetenschappelijk en beleidsgericht onderzoek te verrichten over problemen van de arbeiders. Later werd die doelgroep verruimd: Vandaag onderzoekt HIVA niet enkel specifieke arbeidersvraagstukken, maar ook bredere maatschappelijke onderwerpen als duurzaamheid, klimaat, migratie en integratie, empowerment van patiënten, onderwijs, …
De kernactiviteit van HIVA is het verrichten van toegepast en beleidsgericht onderzoek dat werkt voor mens en samenleving. In elk onderzoeksdomein werkt een multidisciplinair team van universitaire onderzoekers: sociologen, economen, politicologen, pedagogen, psychologen, etc.
Het HIVA bestaat uit vier onderzoeksgroepen:
- Onderwijs en Arbeidsmarkt
- Arbeid, Organisatie en Sociale Dialoog
- Sociaal en Economisch Beleid en Maatschappelijke Integratie
- Duurzame Ontwikkeling

HIVA maakt deel uit van verschillende steunpunten, waar in opdracht van de Vlaamse overheid onderzoek wordt gedaan en speelt dan ook een cruciale rol in het Vlaamse beleidsonderzoek. HIVA wordt door lokale, regionale, federale en Europese beleidsmakers en internationale organisaties met opdrachten belast. Onderzoeksresultaten vertalen zich in beleidsadviezen en op maat gesneden vorming in het brede sociale veld.
Het HIVA doet ook wetenschappelijk onderzoek in opdracht van andere overheden en instellingen. Daarbij moet af en toe een moeilijk evenwicht worden bewaakt: ‘HIVA wordt verondersteld een kritische stem te zijn in het debat, maar is tegelijkertijd quasi volledig marktafhankelijk’.
HIVA werkt samen met andere kenniscentra van de KU Leuven en andere binnen- en buitenlandse universiteiten en participeren aan tal van internationale wetenschappelijke netwerken.